# 후쿠모토 리코
후쿠모토 리코(福本 莉子, 2000년 11월 25일 ~ )는 일본의 배우이다. 오사카부 출신. 2016년 제8회 도호 신데렐라 오디션 그랑프리. 도호 예능 소속. 신장은 156cm, 혈액형은 B형이다.

## 약력
2016년 개최된 〈제8회 도호 신데렐라 오디션 In collaboration with 슈에이샤〉에서 그랑프리 (대상; Seventeen 상)을 수상. 2017년 1월, 《니지이로 진》(후지 TV)로 연예계 데뷔.
2018년 4월 12일 방송 시작된 텔레비전 애니메이션 《히소네와 마소땅》(BS 후지 등)의 주제가 〈少女はあの空を渡る〉로 가수 데뷔. 같은 해 5월 18일 공개된 《벼룩 잡는 사무라이》로 영화 데뷔. 같은 해 6월 공연된 뮤지컬 《마녀 배달부 키키》에서 첫 무대에 첫 주연.
2020년 8월 14일 공개된 영화 《사랑하고 사랑받고, 차고 치이고》에서 키타무라 타쿠미, 하마베 미나미 등과 함께 주연 중 한 명으로 출연. 같은 해 10월 방송 시작된 《역사 미궁에서 탈출 ~리얼 탈출 게임x테레비도쿄~》으로 지상파 연속 드라마 첫 주연을 완수했다.
2020년 10월 기준으로 대학 재학 중.

## 인물
- 취미는 축구, 피아노[1], 영어 회화.[8] 중학교 시절 축구부에서 오른쪽 하프 포지션이였다.[9]

- 2017년 초쯤 닌텐도 3DS의 포켓 몬스터에 빠져있었다.[9]

- 가라오케에서는 호시노 겐[2]와 back number[9]의 노래를 즐겨 부른다.

- 좋아하는 음식은 피자와 토마토.[9]

- 좋아하는 과목은 세계사 등 암기 과목.[3]

- 좋아하는 해외 영화는 해리 포터 시리즈. 일본 영화는 《불량소녀, 너를 응원해!》 , 드라마에서는 《MOZU》 시리즈.[9]

- 동경의 여배우는 나가사와 마사미[2], 키타가와 케이코.[9]

- 좋아하는 만화는 〈츠바키쵸 론리 플래닛〉을 좋아해 모으고 있다. 그 외에는 〈마기〉나 〈플래티넘 엔드〉를 읽고 있다.[10]

## 출연 작품
역할의 굵은 글씨는 주연작품

### 텔레비전 드라마
| 방송일자                                       | 제목                                           | 역할                       | 방송사                   | 비고   |
| ---------------------------------------------- | ---------------------------------------------- | -------------------------- | ------------------------ | ------ |
| 2018년 5월 28일                                | 컨피던스 맨 JP 제8화                           |                            | 후지 TV                  |        |
| 2019년 1월 19일 ~ 3월 2일                      | 내 첫사랑을 너에게 바친다                      | 노무라 사토미              | TV 아사히                |        |
| 2019년 11월 14일· 21일                         | 치트 ~사기꾼 여러분, 주의하세요~ 제7화·제8화   | 에자와 카논 / 미라이       | 요미우리 TV              |        |
| 2019년 12월 29일·2020년 2월 8일                | 검은 도마뱀 -BLACK LIZARD-                     | 이와세 사나에 / 요코 (2역) | NHK BS 프리미엄·NHK BS4K |        |
| 2020년 2월 1일 ~ 3월 21일                      | 아빠가 다시 한 번 사랑을 했다                  | 야마시타 토모              | 도카이 TV·후지 TV        | [ 11 ] |
| 2020년 4월 5일 ~ 5월 11일                      | 영상연에는 손대지 마!                          | 아지마 큐                  | 마이니치 방송            | [ 12 ] |
| 2020년 6월 6일 ~ 7월 11일                      | 오오에도 그레이트 져니 ~더・이세신궁 참배~     | 오린                       | WOWOW                    |        |
| 2020년 10월 1일                                | 3명의 싱글 마더 ~멋진 인생역전 이야기~         | 마에하라 쇼코              | 후지 TV                  | 단편   |
| 2020년 10월 3일 ~ 11월 7일                     | 역사 미궁에서 탈출 ~리얼 탈출 게임x테레비도쿄~ | 타니다 준                  | TV 도쿄                  | [ 7 ]  |
| 2021년 1월 8일 (7일 자정) ~ 2월 5일 (4일 자정) | 빠졌어, 너에게.                                | 마츠야 메구미 (히로인)     | 마이니치 방송            |        |
| 2021년 4월 18일 ~ 7월 11일                     | 화려한 일족                                    | 만표 미츠코                | WOWOW                    |        |
| 2021년 4월 30일                                | 코키치의 아내 2 제5화                          | 오미네                     | NHK BS 프리미엄          |        |
| 2021년 10월 9일 ~ 2021년 12월 18일             | 사라진 첫사랑                                  | 하시모토 씨 (히로인)       | TV 아사히                |        |
| 2021년 12월 6일 ~ 12월 17일                    | 메쟈마시 드라마 〈메구루.〉                    | 바바 유리코                | 후지 TV                  |        |
| 2022년 4월 30일                                | 쇼와 가요 뮤지컬 또 만나는 날까지              |                            | NHK BS 프리미엄·NHK BS4K | 단편   |
| 2022년 7월 11일 ~ 9월 26일                     | 붉은 너스 콜                                   | 미모리 아리사              | TV 도쿄                  |        |
| 2023년 7월 21일 ~ 9월 15일                     | 트릴리온 게임 제2화 ~ 최종화                   | 타카하시 린린              | TBS                      |        |
| 2023년 10월 9일 ~ 12월 18                      | ONE DAY ~성야의 헛소동~                        | 타치아오이 사코            | 후지 TV                  |        |
| 2024년 10월 9일 ~                              | 전 영역 이상 해결실                            | 도요타마 비카              | 후지 TV                  |        |

### 영화
| 개봉일자                     | 제목                                                     | 역할                   | 배급사               | 비고          |
| ---------------------------- | -------------------------------------------------------- | ---------------------- | -------------------- | ------------- |
| 2018년 5월 18일              | 벼룩 잡는 사무라이                                       | 오미츠                 | 도호                 | [ 5 ]         |
| 2018년 8월 1일               | 철벽선생                                                 | 나츠호                 | 도호                 | [ 13 ]        |
| 2019년 12월 3일              | 시인장의 살인                                            | 호시카와 레이카        | 도호                 | [ 14 ]        |
| 2020년 8월 14일              | 사랑하고 사랑받고, 차고 치이고                           | 이치하라 유나          | 도호                 | [ 15 ] [ 16 ] |
| 2020년 9월 25일              | 영상연에는 손대지 마!                                    | 야지마 큐              | 도호                 | [ 12 ]        |
| 2021년 5월 14일              | 행복의 머스캣                                            | 소마 하루나            | BS-TBS               |               |
| 2022년 2월 18일              | 네가 떨어뜨린 푸른 하늘                                  | 미즈노 미유            | 해피넷 팬텀 스튜디오 |               |
| 2022년 5월 27일              | 20세의 소울                                              | 미야타 나츠키 (히로인) | 닛카쓰               | [ 17 ]        |
| 2022년 11월 30일             | 오늘 밤, 세계에서 이 사랑이 사라진다 해도                | 히노 마오리            | 도호                 |               |
| 2024년 6월 14일              | 디어 패밀리                                              | 츠보이 요시미          | 도호                 |               |
| 2024년 10월 11일 / 11월 15일 | 무로이 신지 패하지 않는 사람 / 무로이 신지 살아남는 사람 | 휴가 안즈              | 도호                 |               |
| 2025년 2월 14일              | 극장판 트릴리온 게임                                     | 타카하시 린린          | 도호                 |               |
| 2025년 3월 14일              | 아가씨와 충견군                                          | 세나가키 이사쿠        | 도호                 |               |

### 무대
| 공연일자                             | 제목                         | 역할        | 공연장소                                                       | 비고 |
| ------------------------------------ | ---------------------------- | ----------- | -------------------------------------------------------------- | --- |
| 2018년 6월 15일 ~ 24일 / 7월 4일·5일 | 뮤지컬 〈마녀 배달부 키키〉  | 키키        | 도쿄 신국립극장·중 극장 / 오사카 메르파르크 홀                 | [ 6 ] [ 18 ] |
| 2019년 8월 3일 ~ 5일                 | 음악극 〈폭풍우 치는 밤에〉  | 메이        | 도쿄 닛세이 극장                                               | [ 19 ] |
| 2022년 5월 28일 ~ 6월 19일           | 우세, 단행                   | 마사        | 세타가야 퍼블릭 극장 / 아이치, 시마네, 효고, 후쿠오카, 나가노  | 당초 2020년 2월부터 3월에 상연 예정이었지만, 신종 코로나 바이러스의 영향으로 전 공연 중지가 되어, 2022년에 2년 넘는 상연이 되었다. 새로운 캐스팅으로 제작 되었다. |
| 2022년 10월 1일 ~ 11월 3일           | 연극 〈아르키메데스의 대전〉 | 오자키 쿄코 | 도쿄 시어터 클리에, 오사카, 시즈오카, 아이치, 카가와, 히로시마 | 2020년 6월부터 7월에 상연이 예정 되었으나, 신종 코로나 바이러스 감염 확대 방지를 위한 공연 중지. 무대가 2년 넘어서야 실현되었다.                                  |

### 극장판·TV 애니메이션
| 개봉/방송일자             | 제목                                                      | 역할          | 배급사/방송사           | 비고              |
| ------------------------- | --------------------------------------------------------- | ------------- | ----------------------- | ----------------- |
| 2018년 6월 1일 ~ 6월 29일 | 히소네와 마소땅 제8화 ~ 제12화                            | 미스미 나츠메 | TOKYO MX 외             | TV 애니메이션     |
| 2020년 9월 18일           | 사랑하고 사랑받고, 차고 치이고                            | 여학생 아유코 | 도호                    | 극장판 애니메이션 |
| 2022년 11월 25일          | 극장판 전생했더니 슬라임이었던 건에 대하여: 홍련의 인연편 | 토와          | 반다이 남코 필름 워크스 | 극장판 애니메이션 |

### WEB·전달  드라마
- &미소녀 NEXT GIRL meets Tokyo 제9화 (2017년 6월 7일, FOD) - 쿠리야마 카나 역
- 치트 ~사기꾼 여러분 주의하시기 바랍니다~ 체인 스토리 #6.5#·7.5 (2019년 11월 8일·15일, GYAO!) - 매니저 역
- 카케구루이 (2021년 3월 26일 ~ 4월 16일, Amazon Prime Video) - 아이우라 코코로 역
- 아이돌의 하우스키퍼가 되었습니다.(2021년 11월 17일 ~ 2022년 1월 19일, Spotify)
- 금붕어 아내 (2022년 2월 14일, 넷플릭스) - 카자마 란 역

### 라디오 드라마
- 조에쓰 신칸센에서 (2019년 1월 26일, NHK-FM) - 사유미 역[24]

## 그 외 출연

### 뉴스·교육 프로그램
- 니지이로 진 (2017년, 후지 TV)
- NHK 고교 강좌 〈물리 기초〉 (2017년 4월 12일, NHK E 텔레) - 버츠리 리코 역[1][25]
- 전력! 탈진 타임즈 (2018년 6월 1일, 후지 TV)
- 네프리그 (2020년 3월 2일, 2024년 10월 14일, 후지 TV)
- 메쟈마시 TV (2022년 7월 5일 ~ 28일, 후지 TV) - 월간 엔터테인먼트 발표자

### 라디오
- 나니모노! (2021년 5월 15일·22일, 분카 방송) -  퍼스널리티[26]
- 후쿠모토 리코의 올 나잇 일본 0(ZERO) (2022년 7월 3일 <2일 심야>, 닛폰 방송) - 퍼스널리티

### PV
- 아메노퍼레이드 〈MARCH〉 (2018년 3월 7일)
- GOOD ON THE REEL 〈교환 일기 (交換日記)〉 (2021년 4월 28일)

### 광고 (CM)
- 다이쿄 그룹 기업 PR (2017년 ~ 2019년)[27]
- 사카이 이사 센터 (2018년 11월 ~ )
- JR 동일본 〈여행과 생활을 새로운 형태로〉 (2020년 9월  ~ )
- 코로나 코퍼레이션 〈ReLaLa (리라라)〉 (2021년 5월 ~ )
- 로토 제약 〈로트 C큐브〉 (2022년 3월 28일 ~ )
- 오츠카 제약 〈오로나민 C〉 (2022년 4월 ~ )
- 나카우 〈나카우의 조건 달걀〉편 (2024년 4월 11일 ~ )

### 모델·이미지 캐릭터
- 일본 손해 보험 협회 전국 통일 방화 포스터 (2021년)
- TOHO 시네마즈 상영전(막간) 영상 〈시네마 채널〉 네비게이터 (2022년 1월 1일 ~ )

## 서적

### 사진집
- 첫 번째의 연인 (はじめての恋人 하지메테노 코이비토[*]) (2017년 11월 25일, 갬비트)[28] ISBN 978-4-907462-32-1
- 후쿠모토 리코 사진집 〈Grace〉 (2021년 11월 25일, 코단샤)[29]

### 잡지
- Seventeen (2017년 4월호 ~ , 슈에이샤)[3]

## 음반

### 싱글
|             | 발매일          | 제목                                         | 규격번호   | 규격번호   | 오리콘 최고 순위 |
| 첫회 한정반 | 발매일          | 제목                                         | 통상반     |            | 오리콘 최고 순위 |
| ----------- | --------------- | -------------------------------------------- | ---------- | ---------- | ---------------- |
| 1st         | 2018년 5월 30일 | 소녀는 저 하늘을 지나간다 少女はあの空を渡る | 1000714350 | 1000714351 | 57위             |

### 타이업
| 연도   | 곡 제목 (원어)     | 곡 제목 (풀이)            | 타이업                                                       |
| ------ | ------------------ | ------------------------- | ------------------------------------------------------------ |
| 2018년 | 少女はあの空を渡る | 소녀는 저 하늘을 지나간다 | TV 애니메이션 《히소네와 마소땅》 제2화 ~ 제7화 오프닝 테마  |
| 2018년 | 少女はあの空に惑う | 소녀는 저 하늘에 망설인다 | TV 애니메이션 《히소네와 마소땅》 제8화 ~ 제11화 오프닝 테마 |

## 수상 경력
- 2016년
  - 제8회 도호 신데렐라 오디션 그랑프리·슈에이샤상(Seventeen상)
- 2022년
  - 제110회 더 텔레비전 드라마 아카데미상 여우조연상 《사라진 첫사랑》
  - 제31회 TV LIFE 연간 드라마 대상 여우조연상 《사라진 첫사랑》
- 2023년
  - 제46회 일본 아카데미상 신인배우상 《오늘 밤, 세계에서 이 사랑이 사라진다 해도》

### 내용주
1. ↑  개봉일 기준은 일본에서의 개봉일이다.
2. ↑  키타무라 타쿠미, 하마베 미나미, 아카소 에이지와 공동 주연
3. ↑  당초 2020년 5월 15일 공개 예정이었지만, 신종 코로나 바이러스의 영향으로 연기되었다.
4. ↑  당초 2020년 초여름의 공개를 예정하고 있었지만, 신종 코로나 바이러스의 영향으로 2021년으로 연기되었다.
5. ↑  마츠다 켄타와 공동 주연
6. ↑  미치에다 슌스케와 공동 주연
7. ↑  제시와 공동 주연
8. ↑  개봉·방송일자 기준은 일본에서의 공개일이다.

### 참조주
1. 1 2 3 4  “후쿠모토 리코(福本 莉子)”. 도호 예능. 2020년 3월 26일에 확인함.
2. 1 2 3  “제8회 도호 신데렐라 그랑프리는 오사카 출신의 15세·후쿠모토 리코!”. 《영화.com》 (주식회사 영화 닷컴). 2016년 11월 13일. 2016년 11월 13일에 확인함.
3. 1 2 3  “16세 리얼 JK·후쿠모토 리코 첫 레귤러는 NHK 「고교 강좌」”. 《SANSPO.COM》 (산케이 디지털). 2017년 4월 3일. 2017년 4월 28일에 확인함.
4. ↑  “후쿠모토 리코 가수 데뷔! 도호 신데렐라 8대째 그랑프리가 애니메이션 주제가 발탁”. 《SANSPO.COM》 (산케이 디지털). 2018년 3월 10일. 2018년 3월 10일에 확인함.
5. 1 2  “도호 신데렐라 후쿠모토 리코, 아베 히로시 주연 「벼룩 잡는 사무라이」로 스크린 데뷔!  메이킹 영상도 공개”. 《영화.com》. 2018년 3월 27일. 2018년 3월 27일에 확인함.
6. 1 2  “신데렐라가 마녀! 후쿠모토 리코, 첫 무대·첫 주연 「마녀 배달부 키키」 키키 역”. 《Sponichi Annex》 (스포니치 신문사). 2018년 3월 31일. 2018년 3월 31일에 확인함.
7. 1 2  ““도호 신데렐라” 후쿠모토 리코, 「역사 미궁에서 탈출 ~리얼 탈출 게임x테레비도쿄~」로 지상파 첫 주연!”. 《더 텔레비전》. 2020년 9월 17일. 2020년 9월 20일에 확인함.
8. ↑  “도호 신데렐라 그랑프리 오사카 출신의 고교 1학년·후쿠모토 리코 씨”. 《ORICON NEWS》 (oricon ME). 2016년 11월 13일. 2017년 4월 28일에 확인함.
9. 1 2 3 4 5 6  ““도호 신데렐라” 후쿠모토 리코 미래의 꿈은 「평생 여배우」”. 《더 텔레비전》 (KADOKAWA). 2017년 1월 6일. 2017년 4월 28일에 확인함.
10. ↑  “「2017년은 『처음』의 모르는 일 투성이」. 제8회 「도호 신데렐라」 그랑프리 후쿠모토 리코 1st 사진집 「처음의 연인」출판 기념 인터뷰”. 전자책 랭킹.com. 2017년 12월 15일. 2018년 5월 7일에 확인함.
11. ↑  “후쿠모토 리코, 내면의 중요성을 이야기 공연자 감동 <아빠가 다시 한 번 사랑을 했다>”. 《모델 프레스》 (인터넷 네이티브). 2020년 1월 27일. 2020년 2월 25일에 확인함.
12. 1 2  “사이토 아스카 출연 『영상연에는 손대지 마!』 TV 드라마도 방송! 코니시 사쿠라코 & 후쿠모토 리코 등의 참여”. 《시네마 카페》 (주식회사 이도). 2020년 2월 18일. 2020년 2월 25일에 확인함.
13. ↑  “타케우치 료마 × 하마베 미나미 「철벽선생」추가 캐스트에 사토 다이, 카와에이 리나, 신카와 유아 외”. 《영화 나탈리》 (나타샤). 2018년 3월 19일. 2018년 3월 19일에 확인함.
14. ↑  “카미키 류노스케 「시인장의 살인」 첫 영상! 하야마 쇼노, 야모토 유마, 야마다 안나 등 11명 참여”. 《영화 나탈리》 (나타샤). 2019년 8월 21일. 2020년 2월 25일에 확인함.
15. ↑  “하마베 미나미, 키타무라 타쿠미, 후쿠모토 리코, 아카소 에이지가 공연 「사랑하고 사랑받고, 차고 치이고」 영화화”. 《영화 나탈리》 (나타샤). 2019년 4월 23일. 2019년 4월 23일에 확인함.
16. ↑  “하마베 미나미 & 키타무라 타쿠미 「키미스이 커플」 다시 이번에는 피가 이어지지 않은 남매 역”. 《데일리 스포츠 online》 (주식회사 데일리 스포츠). 2019년 4월 23일. 2019년 4월 23일에 확인함.
17. ↑  “후쿠모토 리코 「20세의 소울」에서 카미오 후주의 연인 역에 타카하시 카츠노리, 마에다 코우키, 하나와 노부유키 등도 출연”. 《리얼 사운드 영화부》. 2021년 10월 19일. 2021년 10월 19일에 확인함.
18. ↑  “「마녀 배달부 키키」 6월에 개최 결정 키키 역은 후쿠모토 리코·잠자리 역에 오오니시 류세이”. 나타샤. 2018년 3월 31일. 2018년 3월 31일에 확인함.
19. ↑  “와타나베 고타 & 후쿠모토 리코 출연 「폭풍우 치는 밤에」 개막 “어린이도 어른도 즐길 수 있는” 음악극”. 《스테이지 나탈리》 (주식회사 나타샤). 2019년 8월 4일. 2020년 6월 15일에 확인함.
20. ↑  “미타 노리후사 「아르키메데스의 대전」 무대화! 스즈키 히로키, 미야자키 슈토, 후쿠모토 리코 등 출연”. 《코믹 나탈리》 (주식회사 나타샤). 2019년 12월 16일. 2020년 8월 8일에 확인함.
21. ↑  “7월 도쿄 공연과 전국 투어 공연 중지의 소식”. 도호 주식회사 연극부. 2020년 5월 15일. 2020년 6월 15일에 확인함.
22. ↑  “「히소마소」OP 노래를 후쿠모토 리코가 이야기의 열쇠를 쥐고 세라복 차림의 소녀 역으로 출연”. 나타샤. 2018년 5월 25일. 2018년 5월 25일에 확인함.
23. ↑  “애니메이션 「후리후라」 실사 캐스트 하마베 미나미, 키타무라 타쿠미, 후쿠모토 리코, 아카소 에이지가 목소리 출연”. 《코믹 나탈리》. 주식회사 나타샤. 2020년 8월 26일. 2020년 8월 26일에 확인함.
24. ↑  “조에쓰 신칸센에서”. NHK. 2021년 5월 20일에 확인함.
25. ↑  “NHK 고교 강좌 「물리 기초」출연자 소개”. NHK. 2017년 4월 -28에 확인함.
26. ↑  “『나니모노!』 5/15・22 퍼스널리티 여배우 후쿠모토 리코!”. 분카 방송. 2021년 5월 7일. 2021년 5월 20일에 확인함.
27. ↑  “후쿠모토 리코 다이쿄 그룹 CM 등장!!”. 《도호 예능 공식 사이트》. 도호 예능. 2017년 4월 24일. 2017년 4월 28일에 확인함.[깨진 링크(과거 내용 찾기)]
28. ↑  “도호 신데렐라 후쿠모토 리코 첫 사진집 사와구치 야스코와 대담”. 《닛칸스포츠》 (닛칸스포츠 신문사). 2017년 11월 8일. 2017년 11월 8일에 확인함.
29. ↑  “후쿠모토 리코, 4년만 사진을 21세 생일 11월 25일에 발매 테마는 「그와의 첫 여행」”. 《스포츠호치》 (호치 신문사). 2022년 11월 15일. 2021년 11월 15일에 확인함.
30. ↑  “OP·ED곡 정보 해금!!!!”. 《TV 애니메이션 「히소네와 마소땅」공식 사이트》. 「히소네와 마소땅」 아스미단. 2018년 3월 22일. 2018년 9월 9일에 확인함.